# Christian Hammer
Christian Hammer Ciocan (Galați, 27 settembre 1987) è un pugile rumeno naturalizzato tedesco.
Nato come Cristian Ciocan e originario della Romania, cambia il suo nome al passaggio al pugilato professionistico nel 2008.
Nel 2012 sconfigge Serdar Uysal per ko2 e conquista il vacante titolo tedesco dei pesi massimi; il mese successivo difende vittoriosamente la cintura contro Alexander Kahl.
Lasciato il titolo, combatte contro Danny Williams per il titolo Europeo dei massimi WBO e vince per ko alla quarta ripresa. Difende vittoriosamente il titolo per due volte, prima con Oleksiy Mazikin e poi con Leif Larsen.